# Bezi, Győr-Moson-Sopron
Bezi  este un sat în districtul Győr, județul Győr-Moson-Sopron, Ungaria, având o populație de 520 de locuitori (2011). 

## Demografie
Componența etnică a satului Bezi
     Maghiari (81,52%)
     Germani (17,62%)
     Ucraineni (0,86%)
Componența confesională a satului Bezi
     Luterani (36,35%)
     Romano-catolici (30,19%)
     Fără religie (6,15%)
     Reformați (1,92%)
     Necunoscută (24,81%)
     Greco-catolici (0,58%)
     Alte religii (0,96%)
Conform recensământului din 2011, satul Bezi avea 520 de locuitori. Din punct de vedere etnic, majoritatea locuitorilor (81,52%) erau maghiari, cu o minoritate de germani (17,62%). Nu există o religie majoritară, locuitorii fiind luterani (36,35%), romano-catolici (30,19%), persoane fără religie (6,15%) și reformați (1,92%). Pentru 24,81% din locuitori nu este cunoscută apartenența confesională.